# Bill White (homme politique)
 (novembre 2020).
Si vous disposez d'ouvrages ou d'articles de référence ou si vous connaissez des sites web de qualité traitant du thème abordé ici, merci de compléter l'article en donnant les références utiles à sa vérifiabilité et en les liant à la section « Notes et références ».
Pour les articles homonymes, voir White et Bill White.
William Howard White dit Bill White, né le 16 juin 1954 à San Antonio, est un homme politique américain, membre du Parti démocrate. Il est maire de Houston dans l'État du Texas, de 2004 à 2010. 

## Biographie
Après une carrière de juriste, Bill White entre en politique et exerce la fonction de sous-secrétaire à l'Énergie de 1993 à 1995, dans l'administration de Bill Clinton.
En novembre 2003, il est élu maire de Houston et prend ses fonctions en janvier 2004. Réélu à deux reprises, il demeure à son poste pendant six ans.
En 2010, il est candidat sans succès contre Rick Perry pour le poste de gouverneur du Texas.